# Shhh!
Shhh! es el segundo álbum de estudio del grupo de cumbia mexicano-estadounidense A.B. Quintanilla y Los Kumbia Kings y el segundo álbum de estudio del músico mexicano-estadounidense A.B. Quintanilla. Fue lanzado el 27 de febrero de 2001 por EMI Latin.

## Lista de canciones
| N.º | Título                                | Escritor(es)                                                        | Duración |  |
| 1.  | «Primer acto»                         |                                                                     | 1:04     |  |
| 2.  | «Shhh!»                               | A.B. Quintanilla III, Cruz Martínez, Luigi Giraldo                  | 3:50     |  |
| 3.  | «Me enamoré»                          | A.B. Quintanilla III, Cruz Martínez, Luigi Giraldo                  | 3:21     |  |
| 4.  | «Segundo acto»                        |                                                                     | 1:41     |  |
| 5.  | «Boom boom»                           | A.B. Quintanilla III, Cruz Martínez, Luigi Giraldo                  | 4:14     |  |
| 6.  | «Tercer acto»                         |                                                                     | 0:43     |  |
| 7.  | «Te di»                               | Cruz Martínez, Francisco Bautista, Jaime Gálvaz                     | 4:24     |  |
| 8.  | «Cuarto acto»                         |                                                                     | 0:19     |  |
| 9.  | «Me estoy muriendo»                   | A.B. Quintanilla III, Ricky Vela, Luigi Giraldo                     | 3:56     |  |
| 10. | «Dime porqué»                         | A.B. Quintanilla III, Ricky Vela                                    | 3:49     |  |
| 11. | «Acto final»                          |                                                                     | 1:00     |  |
| 12. | «Desde que no estás aquí»             | A.B. Quintanilla III, Luigi Giraldo                                 | 3:39     |  |
| 13. | «Say It (A Million Times)»            | A.B. Quintanilla III, Cruz Martínez, Francisco Bautista             | 4:08     |  |
| 14. | «In da Zone»                          | A.B. Quintanilla III, Cruz Martínez, Francisco Bautista, Jason Cano | 4:00     |  |
| 15. | «Think'n About You»                   | A.B. Quintanilla III, Cruz Martínez, Francisco Bautista             | 4:02     |  |
| 16. | «I Need Your Love»                    | A.B. Quintanilla III, Francisco Bautista, Jason Cano, Andrew Maes   | 3:35     |  |
| 17. | «Why Did You»                         | A.B. Quintanilla III, Francisco Bautista                            | 4:12     |  |
| 18. | «I Never Knew»                        | A.B. Quintanilla III, Cruz Martínez, Francisco Bautista             | 3:49     |  |
| 19. | «Boom boom (Menudo mix)»              | A.B. Quintanilla III, Cruz Martínez, Luigi Giraldo                  | 4:36     |  |
| 20. | «Desde que no estás aquí (Butta mix)» | A.B. Quintanilla III, Luigi Giraldo                                 | 3:50     |  |
| 21. | «Te di (Southern fried mix)»          | Cruz Martínez, Francisco Bautista, Jaime Gálvaz                     | 3:36     |  |

## Posicionamiento en las listas
| Lista (2001)                  | Máxima posición |
| ----------------------------- | --------------- |
| US Billboard 200              | 92              |
| US Billboard Top Latin Albums | 1               |
| US Billboard Latin Pop Albums | 1               |

### Sucesión y posicionamiento
| Predecesor: La historia de Ricky Martin           | US Billboard Top Latin Albums — Álbum N.º 1 (Primera vuelta) 31 de marzo de 2001 - 6 de abril de 2001 | Sucesor: La historia de Ricky Martin           |
| Predecesor: La historia de Ricky Martin           | US Billboard Top Latin Albums — Álbum N.º 1 (Segunda vuelta) 12 de mayo de 2001 - 25 de mayo de 2001  | Sucesor: Paulina de Paulina Rubio              |
| Predecesor: Paulina de Paulina Rubio              | US Billboard Top Latin Albums — Álbum N.º 1 (Tercera vuelta) 2 de junio de 2001 - 15 de junio de 2001 | Sucesor: Más de mi alma de Marco Antonio Solís |
| Predecesor: Más de mi alma de Marco Antonio Solís | US Billboard Top Latin Albums — Álbum N.º 1 (Cuarta vuelta) 21 de julio de 2001 - 27 de julio de 2001 | Sucesor: Cuando la sangre galopa de Jaguares   |

| Predecesor: La historia de Ricky Martin         | US Billboard Latin Pop Albums — Álbum N.º 1 (Primera vuelta) 31 de marzo de 2001 - 6 de abril de 2001           | Sucesor: La historia de Ricky Martin           |
| Predecesor: La historia de Ricky Martin         | US Billboard Latin Pop Albums — Álbum N.º 1 (Segunda vuelta) 12 de mayo de 2001 - 25 de mayo de 2001            | Sucesor: Paulina de Paulina Rubio              |
| Predecesor: Paulina de Paulina Rubio            | US Billboard Latin Pop Albums — Álbum N.º 1 (Tercera vuelta) 2 de junio de 2001 - 15 de junio de 2001           | Sucesor: Más de mi alma de Marco Antonio Solís |
| Predecesor: Cuando la sangre galopa de Jaguares | US Billboard Latin Pop Albums — Álbum N.º 1 (Cuarta vuelta) 4 de agosto de 2001 - 24 de agosto de 2001          | Sucesor: Paulina de Paulina Rubio              |
| Predecesor: Paulina de Paulina Rubio            | US Billboard Latin Pop Albums — Álbum N.º 1 (Quinta vuelta) 22 de septiembre de 2001 - 28 de septiembre de 2001 | Sucesor: Embrace the Chaos de Ozomatli         |